# Liste des villes jumelées d'Algérie

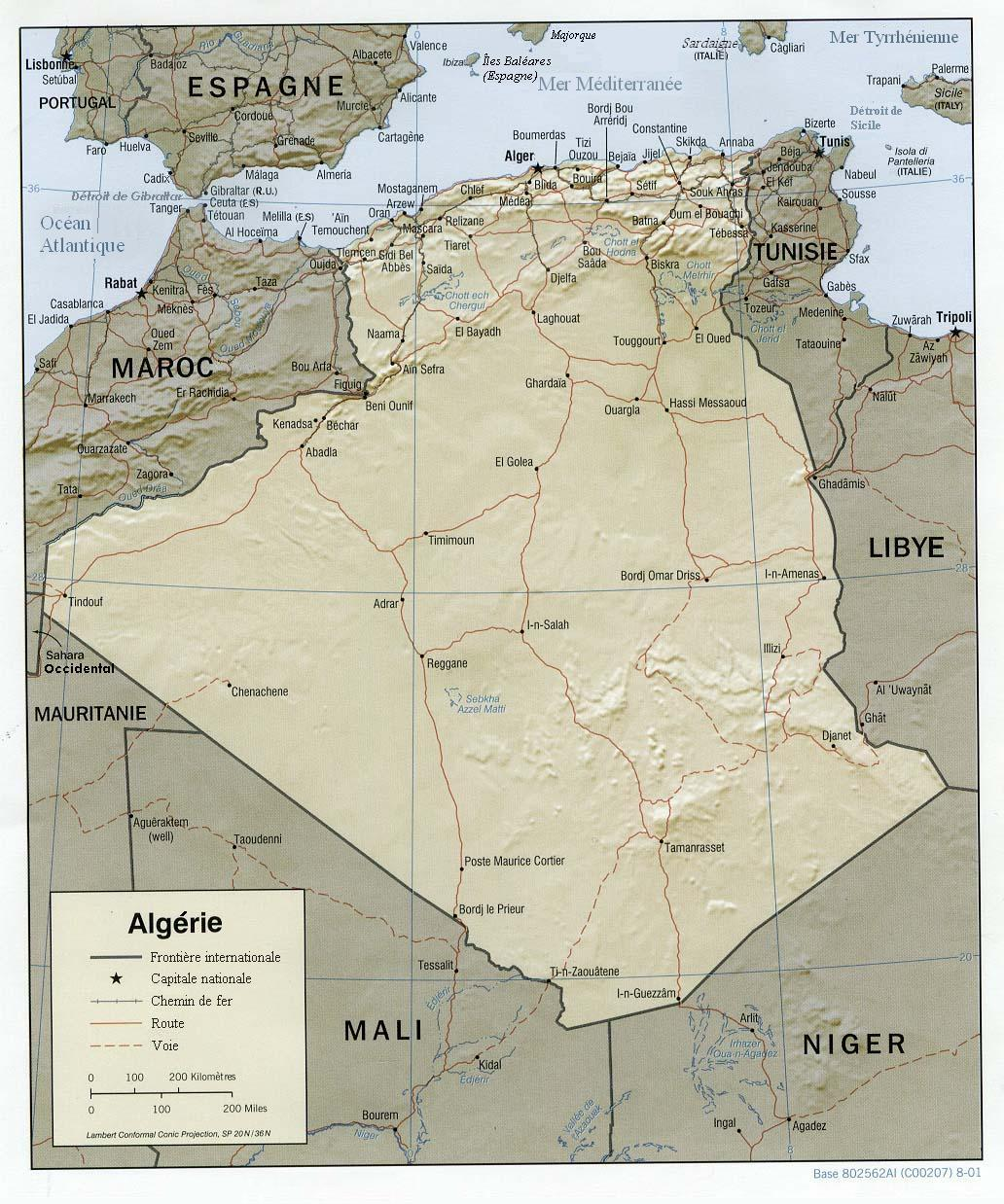
Carte de l’Algérie.

Ceci est la Liste des villes jumelées d'Algérie ayant des liens permanents avec des collectivités locales dans d'autres pays. Dans la plupart des cas, en particulier quand elle est officialisée par les autorités locales, l'association est connue comme « jumelage » (même si d'autres termes, tels que « villes partenaires », ou « municipalités de l'amitié » sont parfois utilisés). La plupart des localités sont des villes, mais cette liste comprend aussi des villages, des daïras (districts/arrondissements) ou wilayas (départements), avec des liens similaires.
Source : Ministère de l’Intérieur et des Collectivités Locales
| Wilaya     | Ville               | Ville jumelés                      | Pays                | Depuis          |
| ---------- | ------------------- | ---------------------------------- | ------------------- | --------------- |
| Alger      | Alger               | ville de Tshwane                   | Afrique du Sud      | 18 octobre 2001 |
| Alger      | Alger               | La région de Bruxelles             | Belgique            | juin 2002       |
| Alger      | Alger               | Département de Henan               | Chine               | 06/04/1998      |
| Alger      | Alger               | Abu Dhabi                          | Émirats arabes unis | 24/05/2009      |
| Alger      | Alger               | Colombes                           | France              | 06/10/2013      |
| Alger      | Alger               | Milan                              | Italie              | 16/10/2015      |
| Alger      | Alger               | Gouvernorat d'Amman                | Jordanie            | 09/03/1998      |
| Alger      | Alger               | Daejeon                            | Corée du Sud        | 02/05/2005      |
| Annaba     | Annaba              | Municipalité de Nelson Mandela Bay | Afrique du Sud      | 27/02/2007      |
| Annaba     | Annaba              | Dunkerque Grand Littoral           | France              | 1970            |
| Oran       | Oran                | Ville d’Ethekwini Durban           | Afrique du Sud      | 17/10/2001      |
| Oran       | Oran                | Alicante                           | Espagne             | 17/05/1985      |
| Oran       | Oran                | Gouvernorat Zerka                  | Jordanie            | 26/07/1999      |
| Oran       | Oran                | Nouadhibou                         | Mauritanie          | 01/06/1989      |
| Oran       | Oran                | Bordeaux                           | France              | 2003            |
| Tlemcen    | Tlemcen             | Province de Hainaut                | Belgique            | 16/05/2005      |
| Tlemcen    | Tlemcen             | Grenade                            | Espagne             | 06/06/1989      |
| Tlemcen    | Tlemcen             | Sarajevo                           | Bosnie-Herzégovine  | 18/04/1964      |
| Tlemcen    | Tlemcen             | Montpellier                        | France              | 16/05/2009      |
| Tlemcen    | Tlemcen             | Fès                                | Maroc               | 02/11/1988      |
| Mascara    | Mascara             | El Kader                           | États-Unis          | 25/01/1984      |
| Mascara    | Mascara             | Commune de Sig                     | France              | 07/07/1988      |
| Adrar      | Adrar               | Blanquefort                        | France              | 26/11/2008      |
| Laghouat   | Laghouat            | Bourges                            | France              | 1983            |
| Béjaïa     | Béjaia              | Brest                              | France              | 1995            |
| Béjaïa     | Béjaia              | Portimão                           | Portugal            |                 |
| Béjaïa     | Béjaia              | Bagnolet                           | France              | 2006            |
| Tizi Ouzou | Tizi Ouzou          | La Roche-sur-Yon                   | France              | 1989            |
| Tizi Ouzou | Beni Douala         | Le Blanc-Mesnil                    | France              | 1996            |
| Tizi Ouzou | Larbaâ Nath Irathen | Saint-Denis                        | France              | 12/05/1998      |
| Tizi Ouzou | Bouzeguène          | Aubervilliers                      | France              | 04/11/2012      |
| Tizi Ouzou | Tizi Rached         | Longuyon                           | France              | 06/02/1989      |
| Bouira     | Bouira              | Roubaix                            | France              | 23/10/2003      |
| Biskra     | Biskra              | Pierre Bénite                      | France              | 13 juin 2013    |
| Sétif      | El Eulma            | Villeurbanne                       | France              | 27/10/2012      |
| Boumerdès  | Boumerdes           | Belfort                            | France              | 04/06/2007      |
| El Oued    | El Oued             | gouvernorat de Tozeur              | Tunisie             | 04/01/2018      |

## Sources
- (en) Cet article est partiellement ou en totalité issu de l’article de Wikipédia en anglais intitulé « List of twin towns and sister cities in Africa#Algeria » (voir la liste des auteurs).